# Commission Hetzel
Pour les articles homonymes, voir Hetzel.
La commission Hetzel qui fut réunie du 25 avril au 15 octobre 2006, à l'initiative du gouvernement français, fut à la rénovation des universités françaises (loi LRU) ce que fut le comité Rueff-Armand en son temps dans le domaine économique et financier. 

## Mission et résultats
Cette commission a été créée après le mouvement anti-CPE (contrat de première embauche), une loi proposée par Dominique de Villepin, promulguée, puis suspendue à la suite des manifestations engendrées.
Le travail de cette commission portait sur les liens entre l'université et le marché du travail, pour réduire le nombre d'étudiants sortant de l'université sans diplôme pour devenir chômeurs, ainsi que le nombre de diplômés au chômage,,,.
Sa composition marque une rupture que les pouvoirs publics souhaitaient engager pour sortir les universités de la situation d'abandon et de désarroi dans laquelle elles se trouvaient depuis de nombreuses années. Autour du Recteur Hetzel, sont réunis des représentants de grandes entreprises innovantes, d'universités de pointe et d'acteurs majeurs de l'enseignement supérieur. On citera par exemple les groupes Danone, AXA et Veolia, les universités de Franche-Comté, Bourgogne et Lille I, le Collège des ingénieurs, le journal Les Échos et le cercle Vinci.
La commission a pris acte de la prédominance nécessaire des universités, a recommandé leur complète autonomie et la nécessité de mettre au centre des nouvelles missions des universités l'insertion et l'orientation des diplômés.
Parmi ses recommandations, on peut citer:
- la revalorisation de la Licence et une continuité de cursus entre M1 et M2.
- la généralisation de tous les moyens d'alternance que pourrait mettre en place l'enseignement post-bac.
- une articulation concrète entre le pré-bac et le post-bac, notamment grâce à l'instauration d'un dossier unique d'accès à l'enseignement supérieur pour les lycéens.
- que les moyens pour l'université soient dégagés en fonction de la pertinence des formations et non plus seulement en fonction du nombre d'étudiants inscrits.

Après un premier rapport d'étape en juin 2006, qui proposait des mesures concrètes pour réduire l'échec à l'université et favoriser l'accès des diplômés à l'emploi, l'ensemble de ces recommandations finales ont été formulées dans un rapport , et mises en place durant le quinquennat 2007-2012 du président Sarkozy : ces propositions ont servi de base à la Loi relative aux libertés et responsabilités des universités dite loi LRU,  loi française no 2007-1199 du 10 août 2007 adoptée sous le gouvernement François Fillon (2).